# 카세드 로켓

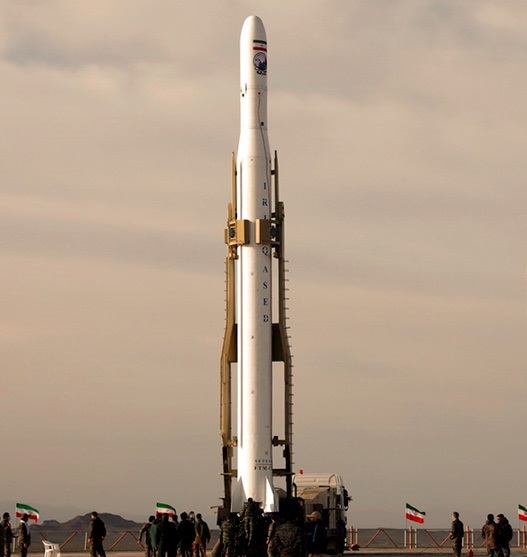
카세드 로켓

카세드 로켓은 이란의 우주 로켓이다. 가세드 로켓이라고도 한다. 카세드는 메신저라는 뜻이다.

## 역사
2020년 4월 22일, 이란은 최초의 이란 군사위성 누르 발사에 성공했다. 셈난주에서 발사되었지만, 이맘 호메이니 국가우주센터가 아니라 공개되지 않은 혁명수비대의 기지에서 카세드 로켓으로 발사했다. 고도 425 km 저궤도 위성이다. 6U CubeSat으로, 보통의 6U CubeSat 무게는 12 kg 정도 된다. en:Noor (satellite) 참조.
2단 고체연료 로켓인 사피르 로켓을 개량한 것으로 보인다. 3단 로켓이며, 1단은 액체연료, 2단, 3단은 고체연료를 사용한다. 사피르는 1단 2단의 직경이 같은데, 카세르는 1단이 2단 보다 직경이 크다.
발사기록은 2020년 발사가 최초이자 유일하다.
셈난주 샤루드 인근의 샤루드 미사일 시험장에서 발사되었다. 이란 우주국이 아니라 이란 공군에서 발사했다.
- 1단: 직경 1.25 m, 액체연료, 에마드 미사일 1단
- 2단: 직경 0.68 m, 고체연료, 살만 고체로켓 모터(Salman)
- 3단: 직경 0.68 m, 고체연료, 아라쉬 고체로켓 모터(Arash)

이란은 북한의 노동 1호 미사일을 수입해서 샤하브 3호를 개발했으며, 여러 버전을 계속 개발해서 실전배치했다. 에마드 미사일은 2015년 공개된 이란판 노동 미사일의 최신 버전으로, 이란 최초의 정밀유도 IRBM이라고 알려져 있다. 외관상 특징은 1단에 달린 날개가 샤하브 3호 보다 작아졌다. 카세드도 그런 작은 날개라는 외관상 특징이 있다.

## 같이 보기
- 사피르 (이란)
- 시모르그 (로켓)